# グル県

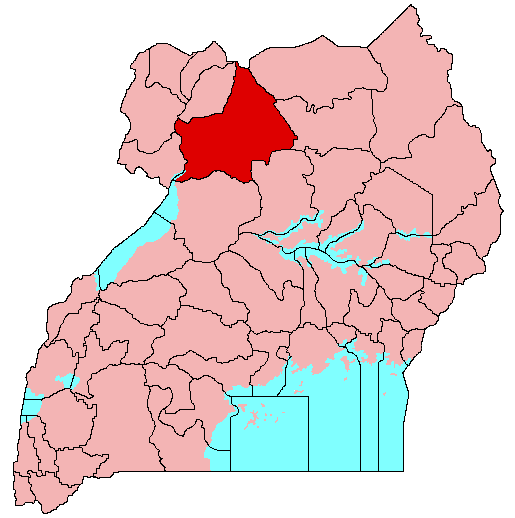
2001年から2005年の旧グル県

グル県 (グルけん、Gulu District) はウガンダ北部の県。

## 概要
1974年にアチョリ県が東西に分割された際に西アチョリ県として設置され、1980年に県庁所在地のグルからグル県に改名された。2006年7月に西部の過半がアムル県に分割された。カンパラの北約330kmに位置し、北東にキトゥグム県、東にパデル県、南にランゴ地方のオヤム県と接する。旧グル県の南は白ナイルを挟みブニョロのマシンディ県、西は西ナイル地方のアルーア県及びネビ県、北西はアジュマニ県、北はスーダン南部であった。
オモロ郡とアチュワ郡が置かれている（ンウォヤ郡及びキラク郡はアムル県となった）。2002年の旧グル県の人口は 479,496 人、うち新グル県の人口は 290,624 人である。人口の多くは農民である。グルからは南にリラ方面、西にアルーア方面、北東にキトゥグム方面、北西にスーダン・ニムレ方面への幹線道路が伸び北部の中心都市の1つである。
グル県はアチョリの詩人オコト・ビテックやアリス・アウマ、ジョゼフ・コニーの出生地であり、1986年以来ヨウェリ・ムセヴェニの国民抵抗軍とウガンダ人民民主軍及び神の抵抗軍 (LRA) の戦争の舞台となった。住民の9割以上は強制移住をさせられ、町や市場の近くのキャンプに入れられた。LRAによる誘拐を避けるためこどもたちは農村から都市部へ毎晩通うようになり、「夜の通勤者」と呼ばれた。ユニセフによるとグル県での「夜の通勤者」の数は最大22,000人から2006年8月には3,664人にまで減少した。

## 隣接する県
- アムル県
- ランウォ県
- パデル県
- オモロ県
- ナウォヤ県

## 脚註
1. ↑  Uganda: Complex Emergency Situation Report #3 (FY 2006), ReliefWeb, 15 Sep 2006.